# Bernhard Baumbach
Bernhard Baumbach (auch: Baumbach von Rhainach; Baumbach von Kaimberg; * um 1859; † 1929) war ein deutscher Verwaltungsbeamter.

## Leben
Bernhard Baumbach studierte an der Ruprecht-Karls-Universität Heidelberg. 1879 wurde er Mitglied des Corps Saxo-Borussia Heidelberg. Nach Abschluss des Studiums trat er in den Verwaltungsdienst des Reichslands Elsaß-Lothringen ein. Von 1898 bis 1901 war er Kreisdirektor des Kreises Erstein. In der Folge war er Polizeipräsident in Metz. Nach dem Ersten Weltkrieg lebte er zuletzt bis zu seinem Tod 1929 als Oberregierungsrat a. D. in Gotha.